# Керинчи (округ)
Керинчи (индон. Kerinci) — округ в провинции Джамби. Административный центр — город Сиулак.

## История
Округ образован в 1958 году. Изначально столицей округа был город Сунгайпенух, но с 2008 года он был выделен в отдельную административную единицу, и новой столицей с 2011 года стал Сиулак.

## Население
Согласно оценке 2010 года, на территории округа проживало 229 495 человек.

## Административное деление
Округ делится на следующие районы:
- Аир Хангат
- Аир Хангат Тимур
- Батанг Мерангин
- Данау Керинчи
- Депати Туджух
- Гунунг Керинчи
- Гунунг Рая
- Гунунг Туджух
- Каю Аро
- Келилинг Данау
- Ситинджау Лаут
- Сиулак
- Сиулак Мукаи